# كيران كومار
كيران كومار هو ممثل هندي، ولد في 20 أكتوبر 1954 بمومباي في الهند.

## أعمال

### أفلام
- (1992) الله هو الشاهد
- (2015) الإخوة[6]

## وصلات خارجية
- كيران كومار على موقع IMDb (الإنجليزية)